# Hope Mills
Smithfield è una città degli Stati Uniti d'America situata nella Carolina del Nord, nella Contea di Cumberland.